# St. Peter (Aachen)

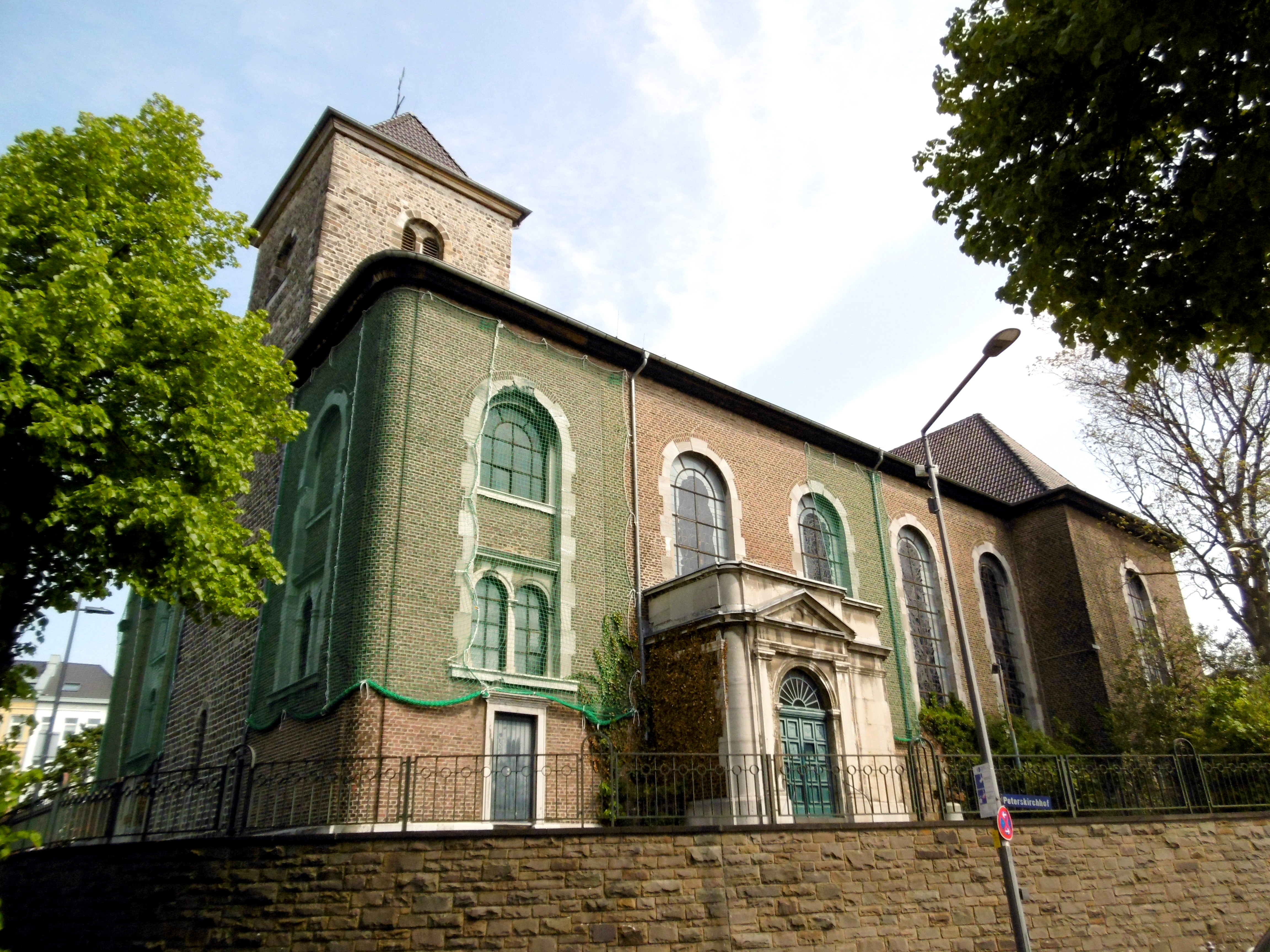
St. Peter in Aachen

Die Kirche St. Peter ist eine Stadtkirche in Aachen, die nach dem Heiligen Petrus benannt ist. Sie befindet sich im Stadtzentrum in unmittelbarer Nachbarschaft des Bushofs. Das Gotteshaus gehört zu den ältesten Denkmalen Aachens.

## Geschichte
Die Kirche wurde über einer früheren römischen Begräbnisstätte errichtet. Über die Frühzeit des Gotteshauses ist wenig bekannt. Erstmals dokumentiert ist 1215 eine damals bereits existierende Kapelle zum Hl. Petrus. Vermutlich entstand diese im Rahmen des Baus der Stadtmauer, die Friedrich I. Barbarossa ab 1167 errichten ließ. Aus dieser Zeit datiert der wie die Stadtbefestigung aus maasländischem Kohlesandstein gemauerte Westturm, der einzige erhaltene Bauteil der alten Kapelle. Im Rahmen von Umbauarbeiten wurden 1974 Teile dieser Kirche ausgegraben.
Bis zum Hochmittelalter spielten die Kirchen Aachens hinter dem Dom nur eine untergeordnete Rolle. Es ist dokumentiert, dass 1250 der Auftrag zum Gießen einer Glocke für das Gotteshaus, die u. a. als Alarmglocke dienen sollte, erteilt wurde. Sie trug die Aufschrift: „Dieben, Räubern, Mördern bin ich ein Schrecken, diene zum gemeinen Wohl, in dem ich einen Schall gebe“. Erst 1260 erweiterte Papst Alexander IV. die Rechte St. Peters durch die Erlaubnis, Nottaufen durchzuführen bzw. die Osterkommunion zu erteilen. Es dauerte bis 1331, ehe St. Peter den ersten eigenen Priester erhielt.
Über die folgenden Jahrhunderte existieren kaum gesicherte Daten. Der in der Stauferzeit errichtete rechteckige Chor wurde um 1450 durch einen gotischen polygonalen ersetzt. Im Jahre 1582 folgte der ursprünglichen Glocke die Petrusglocke, gegossen von dem Glockenbaumeister Johann III. von Trier. Der Zustand der Kirche verschlechterte sich in den folgenden Jahrhunderten so sehr, dass 1621 von der Jesuiten-Kommunität Aachen der Antrag zur Erneuerung der Kirche gestellt wurde. Es fanden lediglich Renovierungsversuche statt.
Nachdem 1692 der neue Pfarrer Johann Heinrich Scholl das Amt übernommen hatte, konnte er durchsetzen, dass die alte Kirche 1714 bis auf den Westturm abgerissen wurde. Der Baumeister Laurenz Mefferdatis, der ebenfalls die Aachener Theresienkirche errichtet hat, erstellte die Pläne für einen Kirchenneubau, der 1717 vollendet wurde. Außen handelt es sich um einen im maasländischen Barockstil errichteten Backsteinbau, der bis heute erhalten ist. Bei der Erstellung der Wand- und Deckengemälde wirkte der Maler Johann Chrysanth Bollenrath mit. Die Innenausstattung wurde im Zweiten Weltkrieg zerstört.
Die napoleonische Verwaltung hatte für das rheinische Kirchenterritorium eine Neuordnung zur Folge. Im Zuge der Säkularisation kam es zum Einzug des Kirchenvermögens und zur Auflösung zahlreicher Klöster. Im Zuge dieser Maßnahmen wurde das nun französische Aachen 1801 erstmals zum Bistum erhoben. 1804 wurde St. Peter Hauptpfarrkirche und wuchs bald zur größten innerstädtischen Pfarrgemeinde an. Für die immer zahlreicher werdenden Kirchenbesucher war das Gebäude bald zu klein, was mehrere Erweiterungsbauten nach sich zog. So entstand 1862 der neobarocke Portalvorbau nach einem Entwurf von Stadtbaumeister Friedrich Joseph Ark, drei Jahre später die ebenfalls von Ark entworfene südliche Kapelle (sog. Kreuzkapelle) und in den Jahren 1879/1880 die Gutenratskapelle, nach Plänen von Alexander von Lambris.
Bei einem Bombenangriff in der Nacht vom 13./14. Juli 1943 brannte die Kirche völlig aus, und die Petrusglocke wurde zerstört. Durch einen weiteren Angriff im April des Folgejahres wurde die Kirche bis auf die Außenmauern zerstört.

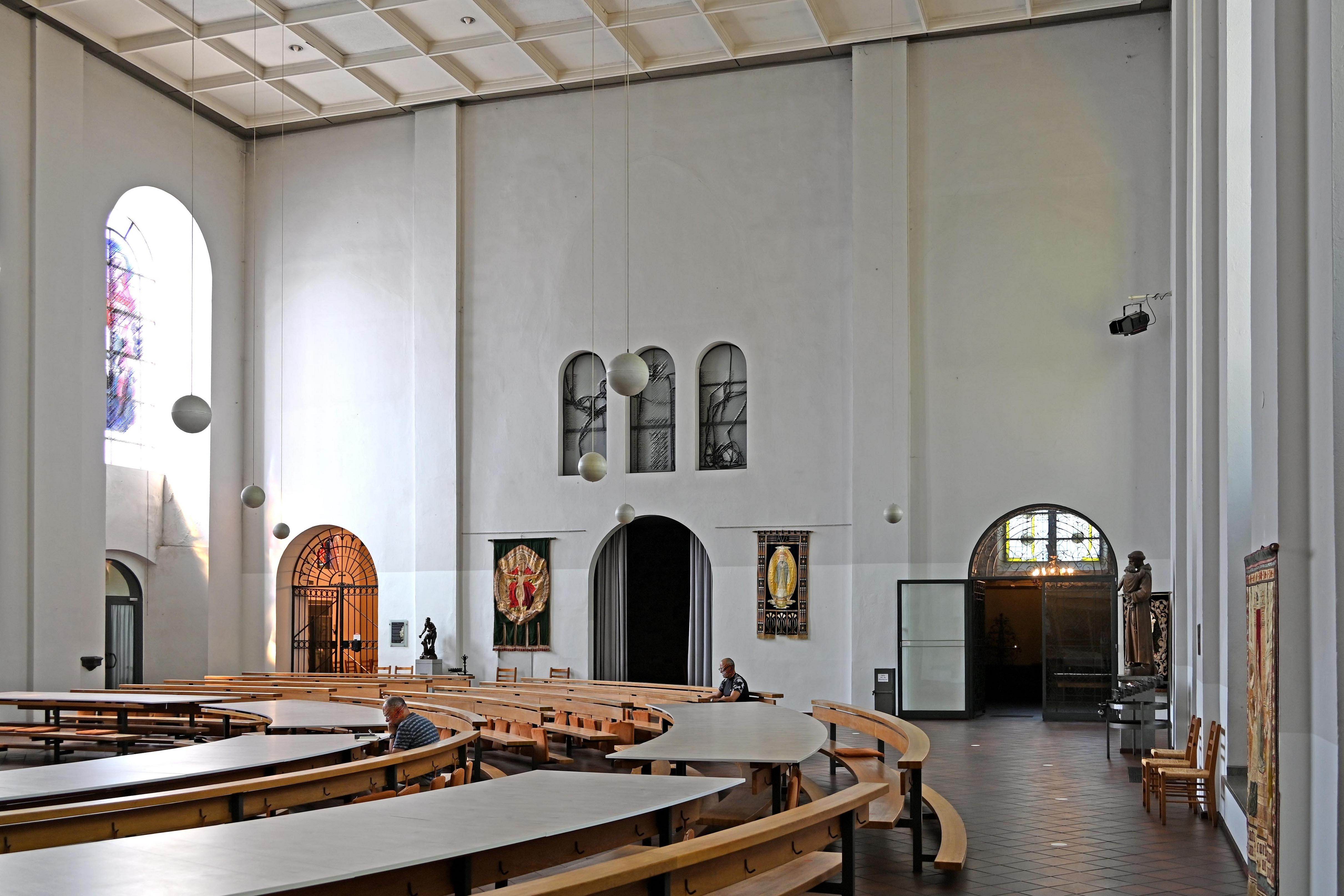
Innenraum, Blick nach Westen

Der Wiederaufbau begann bereits 1948 und war 1951 weitgehend abgeschlossen. Eine radikale Neugestaltung wurde 1974/75 unter Leitung des Dombaumeisters Leo Hugot vollzogen. Durch Drehung des Chorbereichs um 180 Grad entstand ein völlig neuer Kirchenraum. Die alte Sakristei wurde abgerissen; sie befindet sich heute, ausgestattet mit dem neubarocken Mobiliar der Zeit um 1900, im ehemaligen Chorbereich. Der Hauptaltar wurde entgegen der sonst üblichen Ostung an die Südseite verlegt. Er bildet den Mittelpunkt der in den Raum greifenden Altar„insel“, um die die Kirchenbänke gruppiert sind. Den Fensterzyklus der Altarseite entwarf Wilhelm Buschulte; die Ausführung lag bei der Glasmalerei Oidtmann in Linnich. Von Buschulte stammen auch die Entwürfe der beiden Zwillingsfenster in der Schönstattkapelle (1977). Die Fenster des jüdischen, islamischen und christlichen Glaubens entwarf die Künstlerin Sabine Jacobs aus Monschau.
Für Diskussionen sorgte 1985 die Aufstellung der expressiven bronzenen Kreuzigungsgruppe von Karl-Henning Seemann als Ergänzung des 1975 errichteten Hauptaltars.
Das Kirchengebäude wird seit Beginn der 1980er Jahre neben sakralen Zwecken zur Präsentation zeitgenössischer Kunst genutzt.
Heute gehört nach einer umfassenden Gemeindereform St. Peter zum katholischen Pfarrverbund Franziska von Aachen in Aachen-Mitte, welcher auf die Namenspatronin Franziska Schervier zurückgeht und von den Armen-Schwestern vom heiligen Franziskus unterstützt wird. Zu diesem Pfarrverbund gehören ferner die Gemeinden St. Adalbert, St. Andreas, St. Foillan, Hl. Kreuz, St. Marien sowie die Jugendkirche kafarna:um und die Neue Gemeinde Zeitfenster. Darüber hinaus nutzen jeweils die deutsche, kroatische und vietnamesische Gemeinde Aachens das Gebäude.

## Sehenswürdigkeiten

### Gutenratskapelle

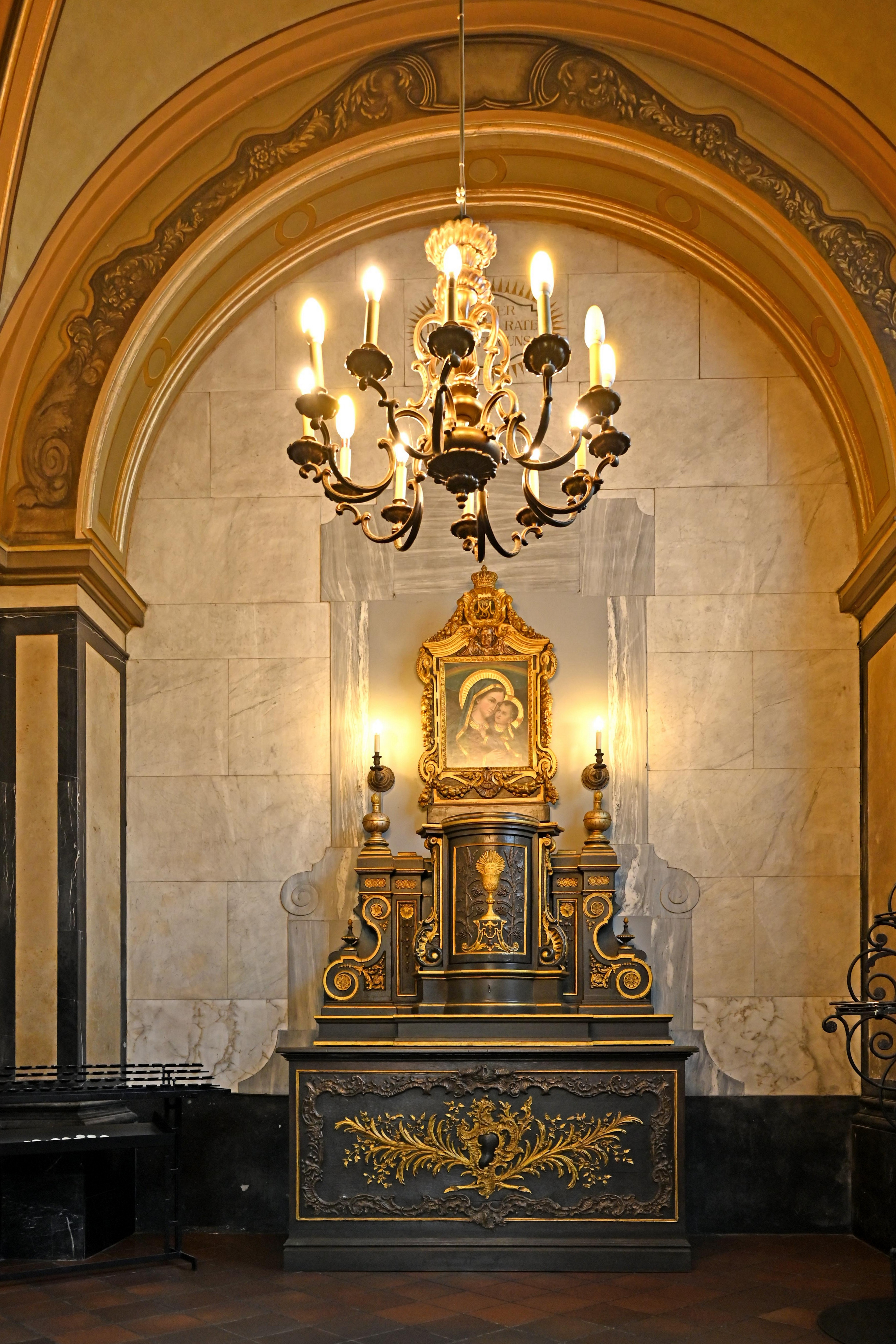
Gutenratskapelle
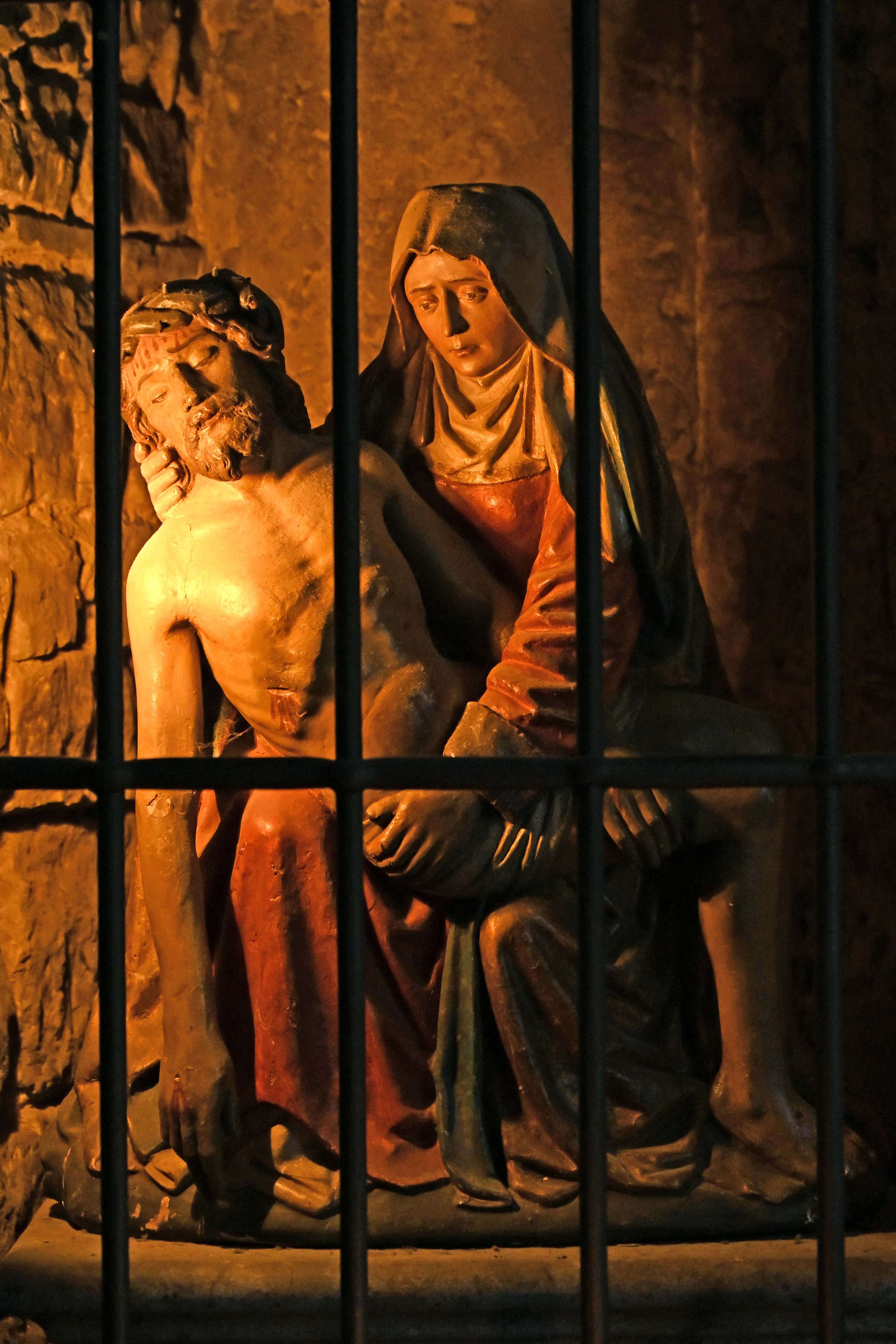
Pietà, 15. Jh., Turmkapelle

Die Gutenratskapelle mit ihrem Marienaltar von Jacques de Reux aus Lüttich ist eines der wenigen Bauteile der Kirche, die die Bombenangriffe der Jahre 1943 und 1944 überstanden hat. Sie vermittelt einen Eindruck von der ehemaligen Ausstattung, die die komplette barocke Kirche besaß.
De Reux fertigt die barocken Schnitzarbeiten des Marienaltars nach Entwürfen von Johann Joseph Couven. Bis 1848 befand sich der Altar im Krönungssaal des Aachener Rathauses und diente u. a. dazu, die Ratsherrn zu vereidigen. 1849 verkaufte die Stadt den Altar an St. Peter.
Das Zentralbild des von 1727 bis 1734 erstellten Altars ist eine Mariendarstellung der Mutter vom Guten Rat, die seit 1803 in St. Peter verehrt wird. Das ursprüngliche Bild stammt aus einem inzwischen abgebrochenen Augustinerkloster. 1881 fertigte der 80-jährige Aachener Künstler Heinrich Franz Carl Billotte „das kleine Altarbild“ für die Gutenratskapelle. 1904 wurde dieses aufgrund einer Beschädigung durch eine Kopie ersetzt, die vermutlich von Aachener Kunstmaler Josef Assenmacher stammt.
Die in ihrer Substanz weitgehend erhaltene Gutenratskapelle wurde 1983/84 als Konzession an die barocke Kirche unter Beibehaltung der alten Ausmalung und Ausstattung umgestaltet.

### Pietà
Eine Pietà aus dem späten 15. Jahrhundert, wohl entstanden im niederrheinischen oder rhein-maasländischen Raum, befindet sich in der Turmkapelle, im Erdgeschoss des mittelalterlichen Turms. Es handelt sich um die älteste Plastik in St. Peter. Sie zeigt die Darstellung des toten Christus in den Armen seiner schmerzerfüllten Mutter.

### Madonna mit Kind und Antoniusskulptur
Die steinerne Madonnenfigur wurde von dem Aachener Bildhauer Gustav Angelo Venth, Sohn des Malers Aloys Hubert Michael Venth, als Portalskulptur auf Untersicht gearbeitet. Die hölzerne Antonius-Skulptur in St. Peter, ebenfalls von Venth, ist eine der wenigen Objekte, die die Zerstörungen des Zweiten Weltkrieges überstanden haben. Sie gehörte zu einer Reihe von Standbildern, die die Säulen des Langhauses dekorierten. Die Darstellung zeigt Antonius als Franziskaner mit dem Jesuskind in den Armen.

### Ikone
Die Ikone zeigt die Gottesmutter Tichwinka. Sie stammt aus der Zeit um 1800. Einer Legende folgend wurde das Bild am Ufer des Flusses Tichwinka angespült. Sie gehört in der byzantinischen Kunst zum Hodegetria-Typus. Die Ikone zeigt die Madonna mit dem Jesuskind auf dem linken Arm. Der in Silber getriebene Nimbus ist nachträglich aufgesetzt.

### Kirchenschatz
Der reiche Kirchenschatz von St. Peter entging nur durch den Einsatz mutiger Freiwilliger den Verwüstungen des Bombenangriffs vom Juli 1943. Er umfasst neben zahlreichen liturgischen Gefäßen aus der Barockzeit sowie dem 19. Jahrhundert eine große Zahl kirchlicher Gewänder. Sie werden in Form thematischer Wechselausstellungen in dem im Jahre 2000 eingerichteten Schatzkästchen an St. Peter präsentiert.